# John Brookfield
John Brookfield (n. 30 mai 1955, Liverpool, Anglia, Regatul Unit) este un genetician britanic.
Este profesor de genetică evoluționară la Universitatea din Nottingham, la catedra Școlii de Biologie.

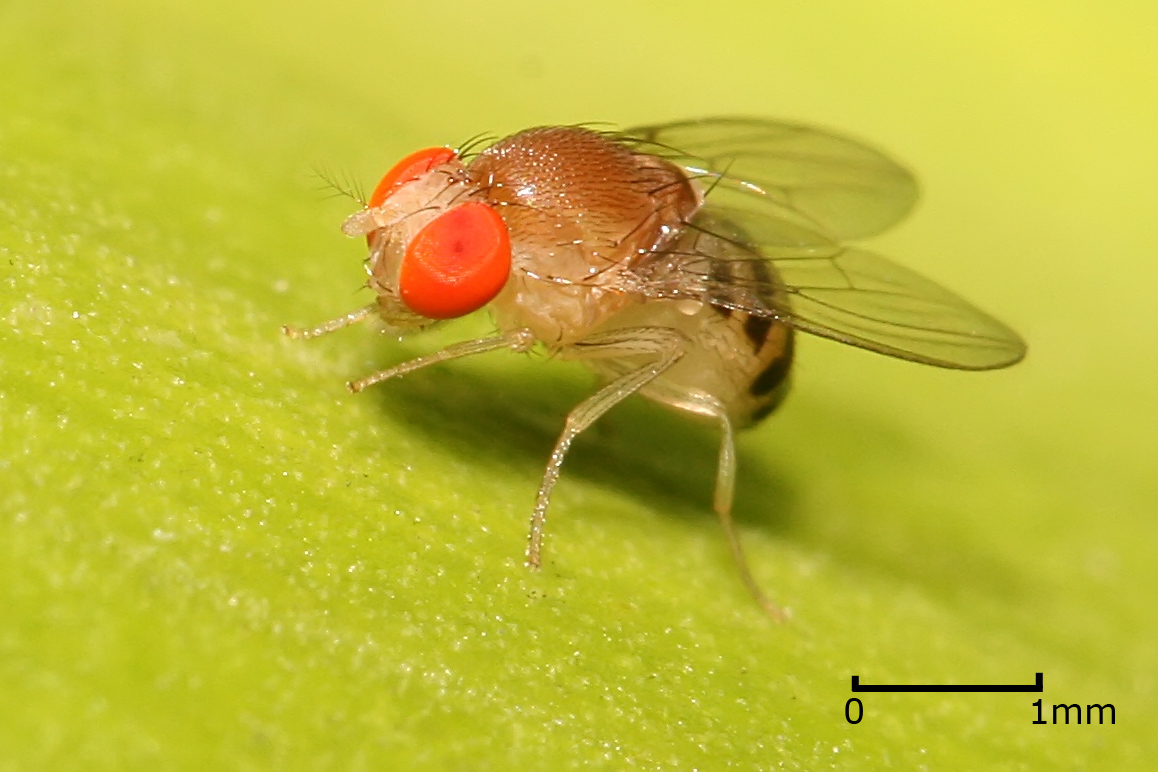
Drosophila melanogaster

John Brookfield este interesat de modul în care evoluează genomul  și s-a concentrat pe evoluția secvențelor de ADN care controlează dezvoltarea, în special la Drosophila, și asupra evoluției elementelor transpozabile.